# Holi
Holi (Hindi, f., होली, holī) ist ein aus der hinduistischen Überlieferung stammendes indisches Frühlingsfest am ersten Vollmondtag des Monats Phalgun (Februar/März). Dieses „Fest der Farben“ dauert mindestens zwei, in einigen Gegenden Indiens bis zu zehn Tage. 

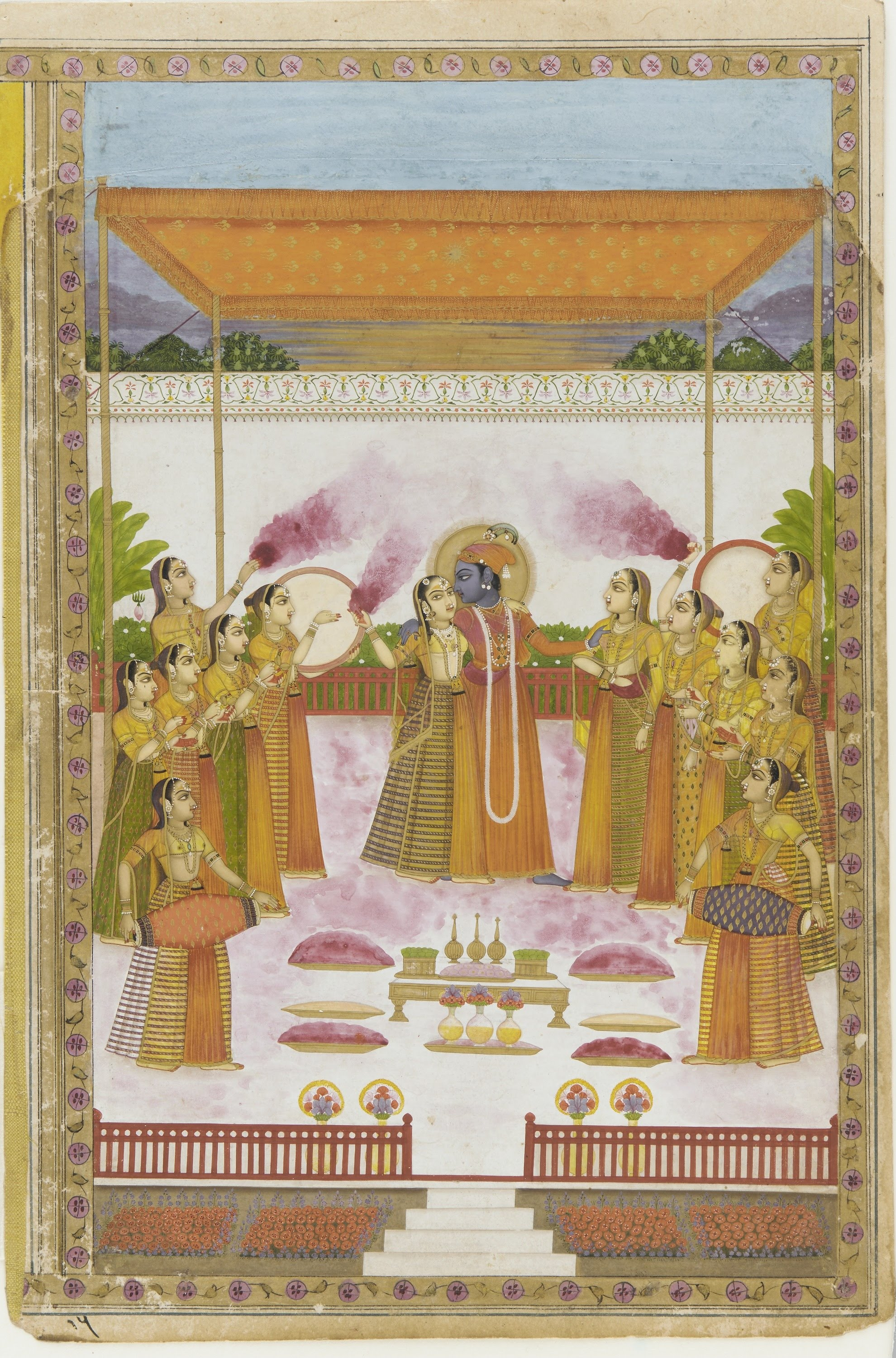
Krishna mit den Gopis beim Spiel mit den Farben

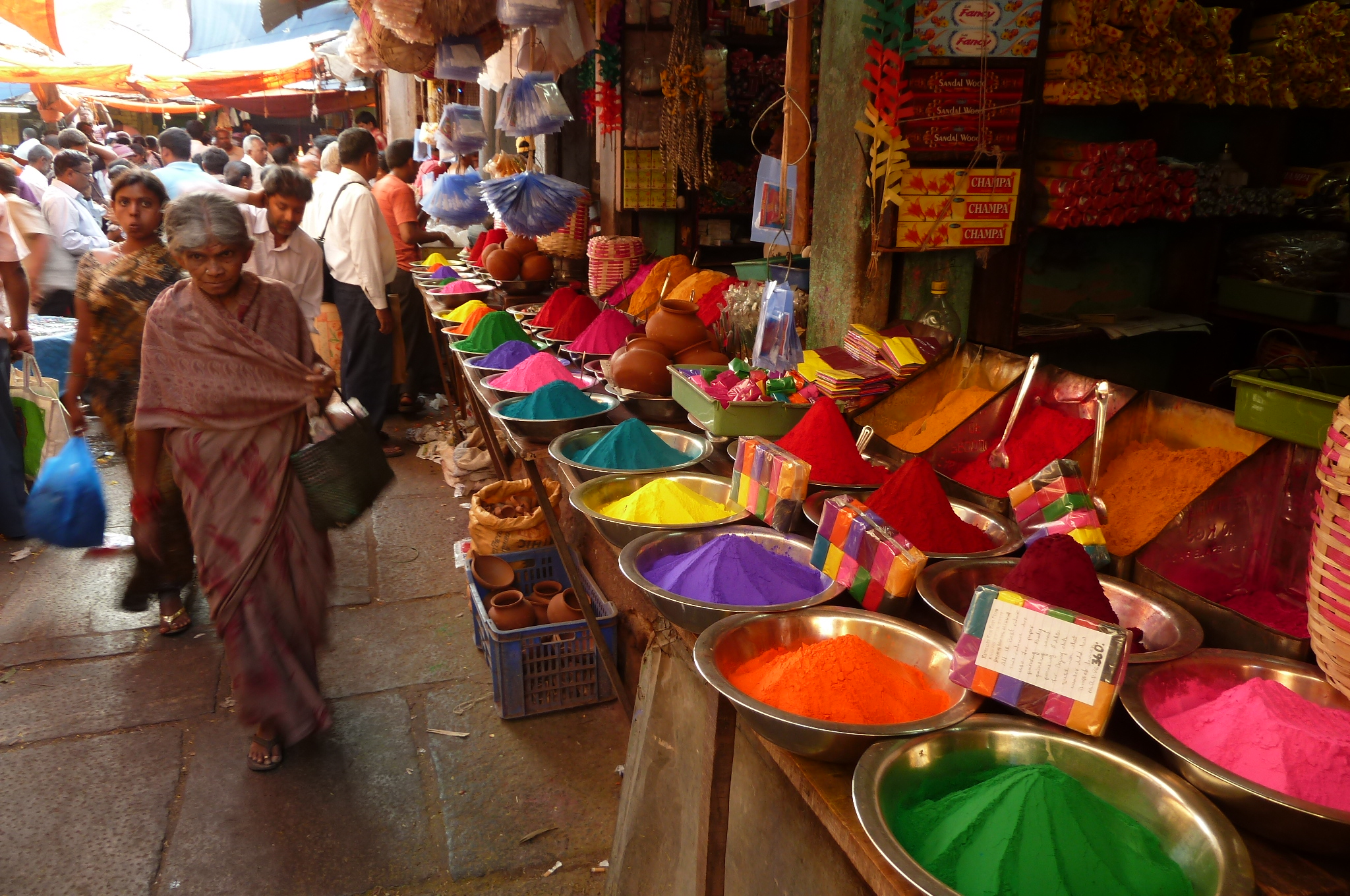
Farben für Holi auf einem Markt in Mysuru

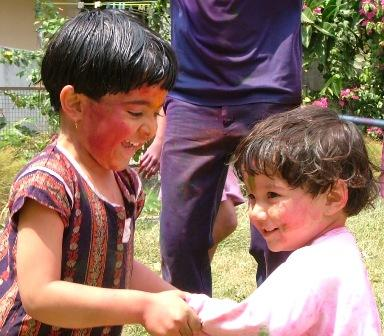
Holi in Pune

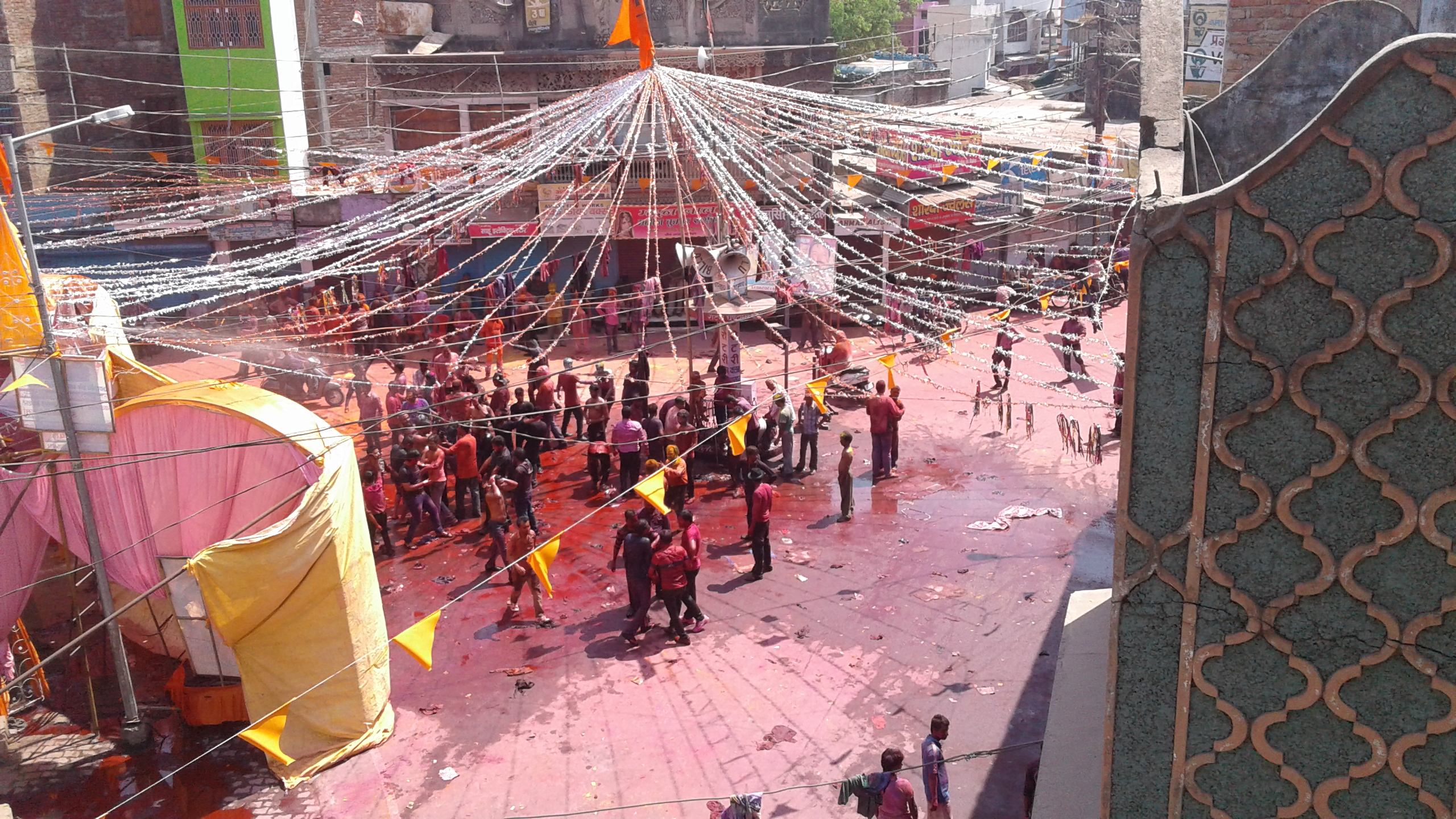
Holi in Bahraich, 23. März 2016

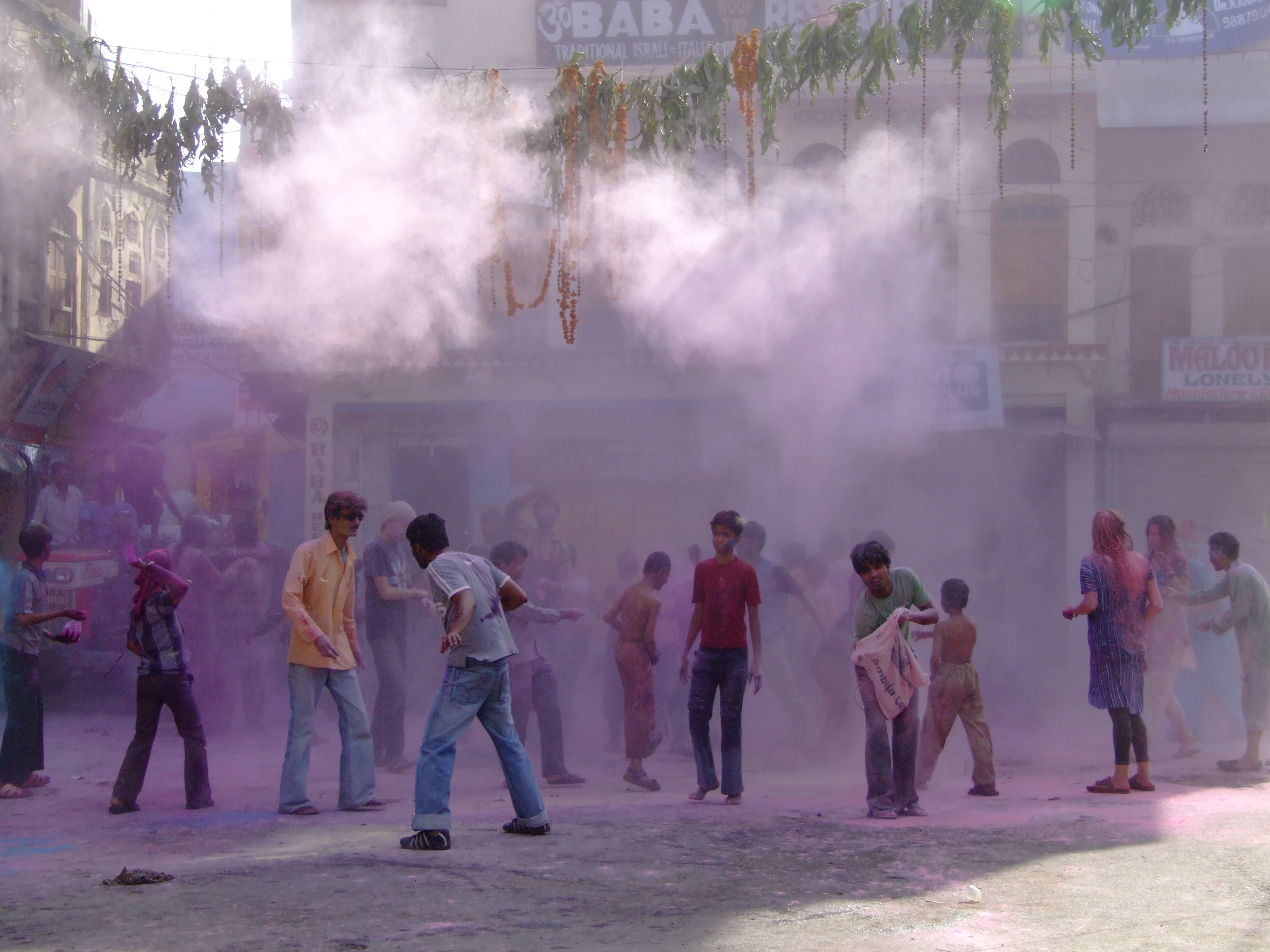
Holi in Pushkar, Rajasthan

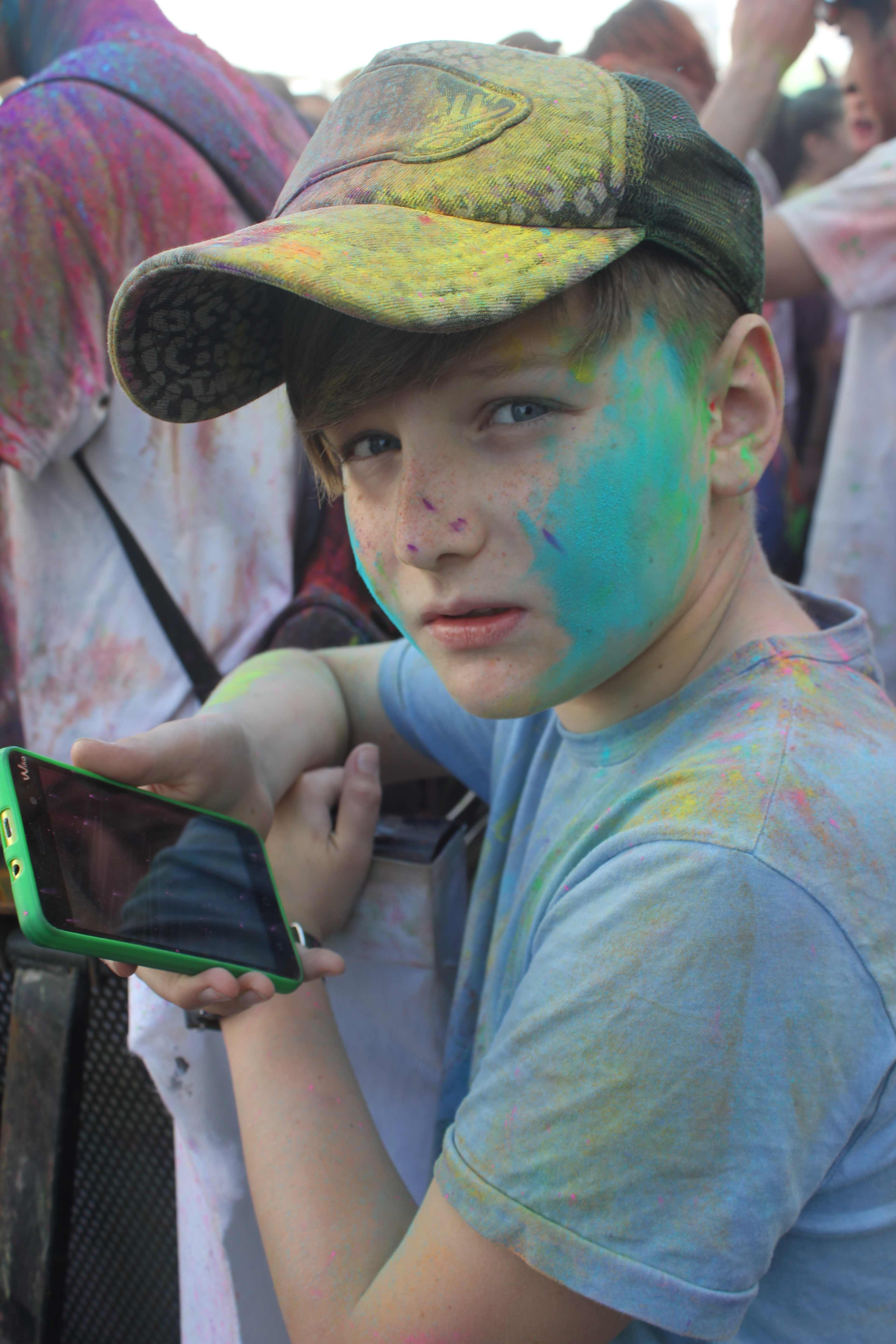
Holi in Rom (Italien).

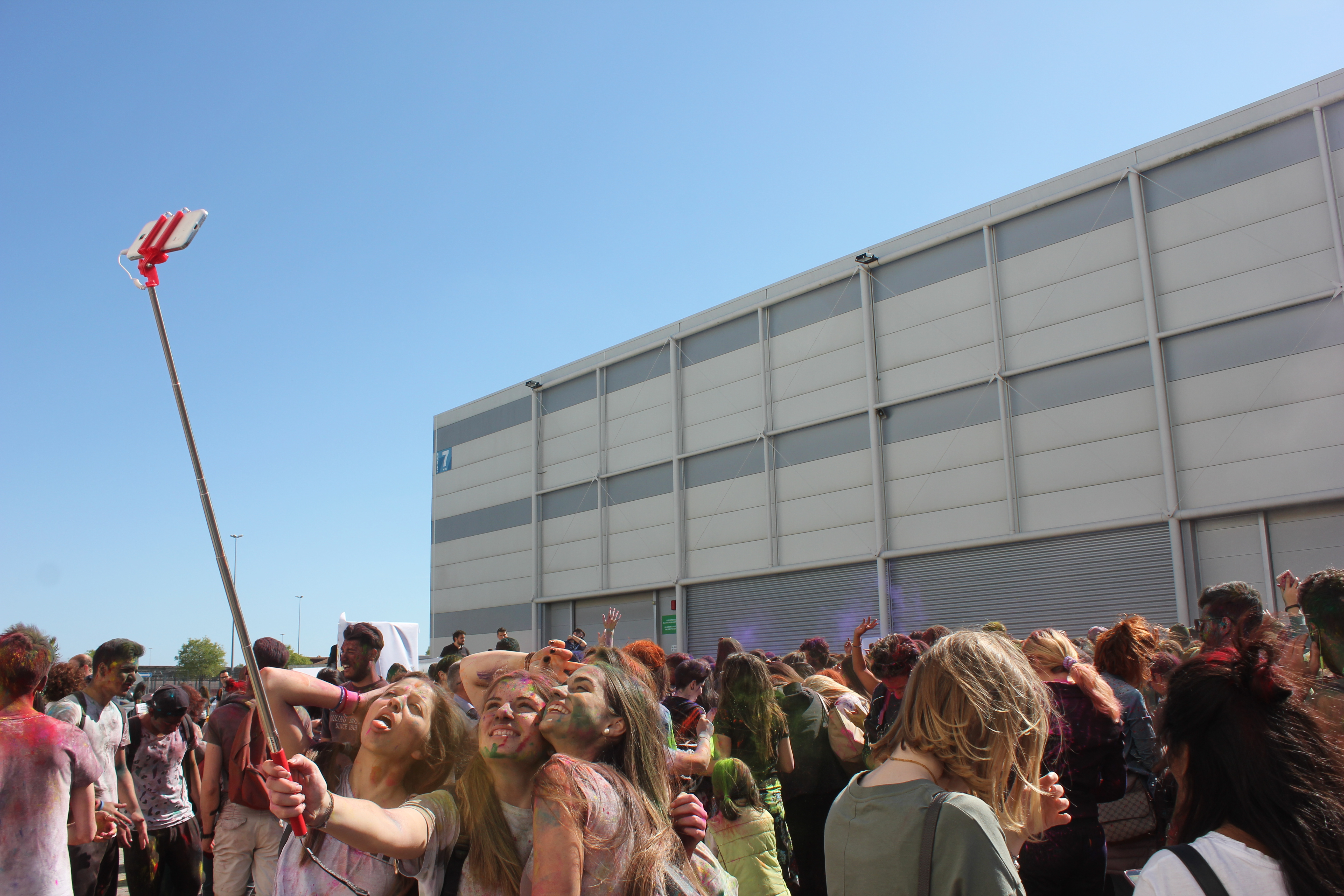

Mit Holi wird das Fest hauptsächlich in Nordindien und Nepal bezeichnet, in anderen Landesteilen ist es unter anderen Namen bekannt. In Maharashtra heißt es beispielsweise Shimga, in Goa Shigmo, in Madhya Pradesh Phaga, in Westbengalen und Oriya Dol Yatra. Im Süden kennt man das Fest als Kamadahana.

## Ablauf und Bedeutung
Holi ist eines der ältesten Feste Indiens. Es beginnt ungefähr vierzig Tage nach Vasant Panchami, dem Fest für die Göttin Sarasvati und für die Ankunft des Frühlings (Ende Januar oder Anfang Februar). Fünf Tage nach Vollmond ist Rangapanchami (ranga, „Farbe“; panchami, der 5. lunare Tag), der zweite Tag von Holi. An diesem Tag scheinen alle Schranken durch Kaste, Geschlecht, Alter und gesellschaftlichen Status aufgehoben. Es wird ausgelassen gefeiert und man besprengt und bestreut sich gegenseitig mit gefärbtem Wasser und gefärbtem Puder, dem Gulal. Wer den Übermut ablehnt, bestreicht sich gegenseitig zumindest dezent mit etwas Pulverfarbe. Trotz aller Veränderungen in der modernen indischen Gesellschaft ist die sakrale Bedeutung weiterhin deutlich erkennbar, so werden etwa die Farben noch heute meist vorher auf dem Altar geweiht und die Menschen überbringen Segenswünsche. Ursprünglich entstanden die Farbpulver aus bestimmten Blüten, Wurzeln und Kräutern, die heilend wirken. Heute kommen häufig synthetische Farben zum Einsatz, die teilweise sogar schädlich sein können.
Am ersten Tag entzündet man in der Nacht ein Feuer und verbrennt darin eine Figur aus Stroh, als Symbol für die Dämonin Holika. Verschiedene Mythen beschäftigen sich mit dieser Dämonin: Eine der bekanntesten Geschichten erzählt:
Der kindliche Prinz Prahlada sollte von seinem Vater überredet werden, ihm alle göttliche Ehre zu erweisen, der Junge jedoch verehrte weiterhin nur Vishnu. Mit verschiedenen Mitteln versuchte nun der König seinen Sohn zu töten, jedes mal jedoch griff Vishnu selbst ein und rettete das Kind. Schließlich griff der König zu einer List: Seine Schwester Holika, die durch besondere Kräfte vor dem Feuer geschützt war, sollte mit Prahlada auf dem Schoß ins Feuer springen und ihn so verbrennen. Aber die Flammen verschonten das Kind und von Holika blieb nur ein Häufchen Asche. Danach feiern die Menschen als Erinnerung an die Vernichtung der Dämonin das Fest Holi.
Eng mit Holi verbunden sind die Geschichten aus Kindheit und Jugend Krishnas. Auch er soll mit seiner Gefährtin Radha und den anderen Hirtinnen das Spiel der Farben zelebriert haben. Hier interpretieren Hindus das zärtliche „Spiel“ mit den Farben als „Lila“ Krishnas, als Symbol für das „Göttliche Spiel“.
Der erotische Charakter des Frühlingsfestes kommt auch im Fest Kamadahan zum Ausdruck, das die Menschen zur selben Zeit in Südindien feiern. Die Legende:
Einst versuchte Kama, der Gott der Liebe, Shiva in seiner Meditation zu stören. Aber im Zorn verbrannte ihn dieser mit seinem dritten Auge zu Asche. Erst das Flehen der Ratri, Kamas Gattin, besänftigte ihn, und er gab ihm das Leben zurück.
Seitdem ist dieser Tag dem Gott der Liebe geweiht.
Wie alle Feste ist auch Holi in seiner Bedeutung sehr vielschichtig. Im spirituellen Bereich vermittelt es, wie in der dazugehörenden Mythologie erkennbar, die Botschaft vom Triumph des Guten über das Böse. In der Natur dagegen markiert es den Sieg des Frühlings über den Winter, denn das Fest beginnt mit dem Aufblühen der Natur. Ein wichtiger Punkt ist den Menschen auch der Versöhnungsaspekt, denn es heißt, dass man in diesen Tagen auch alte Streitigkeiten begraben soll.
Häufig ist es üblich, zu Holi ein Bhang genanntes Rauschmittel zu konsumieren. So mancher trinkt auch den traditionell verpönten Alkohol, was sich besonders in den Städten durch die daraus entstehende Gewalt immer mehr zu einem Problem entwickelt.
Nach traditioneller hinduistischer Vorstellung sollten sich Witwen irdischer Freuden enthalten und folglich auch nicht Holi feiern. Seit 2013 organisiert die von Bindeshwar Pathak gegründete Nichtregierungsorganisation Sulabh International, die für Menschenrechte eintritt, Holi-Feste für Witwen, die in Ashrams in Varanasi und Vrindavan leben.
Ein dem Holi ähnliches Frühlingsfest, Nouruz, feiert man im iranischen Kulturkreis. Holi gehört zu den befreienden Umkehrritualen, bei denen gesellschaftliche Normen und Moralvorstellungen für eine kurze Zeit aufgelöst sind. Sozial Hochstehende mischen sich bei diesen, auch im europäischen Kulturraum verbreiteten Festen unter das einfache Volk, während die Bürger gelegentlich in einer symbolischen Aktion die Macht übernehmen. Solche legitimierten Grenzüberschreitungen verbinden Holi mit dem Karneval und mit dem Mardi Gras in den Vereinigten Staaten.
Holi wird in verschiedenen Teilen der Welt zu kommerziellen, party-ähnlichen Events adaptiert.

## Termine
| Jahr       | 2013     | 2014     | 2015    | 2016     | 2017     | 2018    | 2019     | 2020     | 2021     | 2022     | 2023    | 2024     |
| ---------- | -------- | -------- | ------- | -------- | -------- | ------- | -------- | -------- | -------- | -------- | ------- | -------- |
| 1. Festtag | 27. März | 17. März | 6. März | 23. März | 13. März | 2. März | 21. März | 10. März | 28. März | 18. März | 8. März | 25. März |

## Kommerzielle Vermarktung
Seit dem frühen 21. Jahrhundert wird das „Fest der Farben“ weltweit von Event-Organisatoren ohne Bezug zum kalendarischen Frühlingsvollmond zu unterschiedlichen, über das Jahr verteilten Terminen auf kommerzieller Basis angeboten.

### Holi Festival of Colours Tour

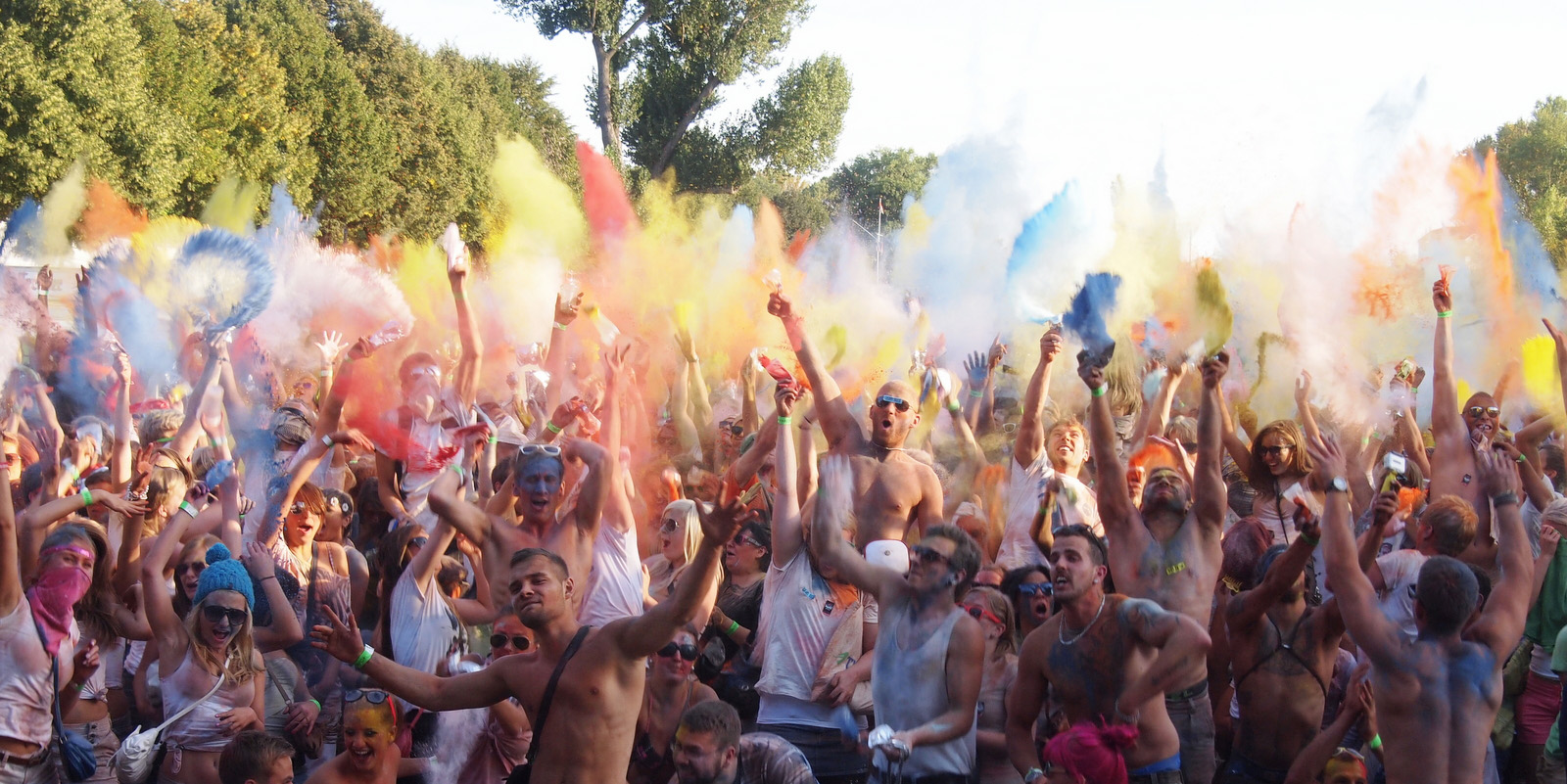
„Holi Festival of Colors“-Veranstaltung in Deutschland 2012

Im Jahre 2012 startete die Holi Concept GmbH eine Reihe von Musikfestivals mit dem Titel Festivals of Colours, inspiriert durch das indische Fest der Farben/Frühlingsfest. Hierbei legen einen ganzen Tag lang mehrere DJs auf und kündigen Farbcountdowns an, woraufhin jeder eine Hand voll Farbpulver in die Luft wirft. Während der Jahre entwickelte sich das Festival zu einer weltbekannten Veranstaltung und zählt mehrere tausend Besucher an jedem Termin. Schwerpunkt liegt auf Deutschland, wo in über 30 Städten gefeiert wird. In München feierten bereits 2013 etwa 10.000 Teilnehmer.

### Holi Farbrausch Festival
Seit 2013 veranstaltet die Justa Event GmbH aus Hannover Musikfestivals mit dem Titel Holi Farbrausch Festival in Deutschland.

## Umwelt- und Gesundheitsrisiken
Das beim Holi verwendete Pulver führt zu Feinstaubbelastungen und kann bei beteiligten Personen außerdem Husten, Augenreizungen und Hautprobleme auslösen.